# Benton City (Washington)
Benton City je grad u američkoj saveznoj državi Washington. Prema popisu stanovništva iz 2010. u njemu je živjelo 3.038 stanovnika.